# Joseph A. Massad
Joseph A. Massad (né en 1963) est professeur associé à l'université Columbia, à New York, où il enseigne l'histoire politique et intellectuelle arabe moderne. 

## Publications
Il est notamment l’auteur de 
- Colonial Effects: The Making of National Identity in Jordan (Columbia University Press, 2001). Ce livre a fait l'objet de comptes rendus notamment par Stephen Howe[1] et de Betty Anderson (en)[2].
- Desiring Arabs (University of Chicago Press, 2007).

### En français

#### Livres
- La Persistance de la question palestinienne, La Fabrique, 2009.

#### Articles
- C'est Israël le danger... pas l'Iran, http://www.info-palestine.net/article.php3?id_article=11432, novembre 2011
- Thèses sur le sionisme, http://www.ism-france.org/analyses/Theses-sur-le-sionisme-article-18608, décembre 2013
- Le facteur Dalhan, http://www.ism-france.org/analyses/Le-facteur-Dahlan-article-18791, mars 2014
- Le legs destructeur des libéraux arabes, http://cpa.hypotheses.org/5492, mars 2015
- Dissocier les Palestiniens (Electronic intifada), https://electronicintifada.net/content/delinking-palestinians/15085, 17 mars 2016
- L’antisionisme est-ce vraiment de l’antisémitisme?, http://www.etatdexception.net/joseph-massad-lantisionisme-est-ce-vraiment-de-lantisemitisme/, avril 2016